# 友成由紀
友成 由紀（ともなり ゆき、1979年7月28日 - ）は、NBC長崎放送の報道局記者、アナウンサー。また薬剤師の資格をもつ。
2015年4月に別部署へ異動。2023年4月に報道制作部に異動（公式プロフィールでは記者兼アナウンサーとなっている）。

## 人物、略歴
大分県中津市出身。大分東明高等学校、長崎大学薬学部卒業。千葉大学大学院薬学研究院に進学し修了後、2004年にNBCに入社。
大学院では薬学を修得し、薬剤師免許を持つ。防災士の資格も取得。TBSアナウンススクールで研修を積んだ。
現在「報道センターNBC」キャスターの早田紀子アナとは2004年入社の同期生。入社当初からしばらくはペアで看板娘的存在として扱われ、局イベントの告知CMやライブイベントで共演することが多かった。
「報道センターNBC」や「今日感テレビ」に代表されるように取材現場に出る機会が多かった。
2005年度、ラジオ番組「ミュージック・パンチ」で初めて単独パーソナリティをつとめる。その際「ゆきんこ」のニックネームを用いるも、後番組「Co CO de MUSIC」に変わった後では封印している。
既婚者で3児の母親。
2015年3月限りでアナウンス部を離れた。ブログ（外部リンク参照）によると、「テレビ編成」「テレビ営業」の部署に移動したという。
2023年4月でアナウンス部に復帰。

## 現在の担当番組
テレビ
- NBCニュース

ラジオ
- NBCニュース

## アナウンサー時代の担当番組
テレビ
- 報道センターNBC（月・火・水曜担当／2004年4月～2009年3月25日）
- あっ!ぷる（メインサブキャスター／2009年3月30日～2013年3月22日）※共演者の都合によりメインキャスターを務めたこともある
- NBCニュース&天気
- 長崎市政だより
- 今日感テレビ（RKB毎日放送制作・長崎県内中継担当）※ 番組HP
- ひるおび!・えなりかずき!そらナビ（CBC中部日本放送制作・不定期出演）※番組HP

ラジオ
- Co CO de MUSIC
- モーニング・サプリ（月・火曜担当／2014年4月～2015年3月）

その他
- 地上デジタル放送推進大使（前任の佐藤利恵から、デジグリーンを引き継ぎ、2010年秋ごろまで担当）